# USS Harry S. Truman (CVN-75)
USS Harry S. Truman (CVN-75) je osma superletalonosilka razreda nimitz, ki je poimenovana po bivšem predsedniku ZDA Harry S. Trumanu.

## Zgodovina
Prva bojna uporaba je bila operacija Južna straža (28. november 2000 - 28. maj 2001 in 5. december 2002 - ?). Nato je sodelovala pri invaziji na Irak. V domače pristanišče je priplula 23. maja 2003.

## Oborožitev
Glavna oborožitev je več kot 80 zračnih plovil; med njimi so:
- F/A-18 Hornet in Super Hornet,
- F-14 Tomcat,
- E-2 Hawkeye,
- C-2 Greyhound,
- S-3 Viking,
- EA-6 Prowler in
- SH-60 Seahawk.